# Theuns Kotzé
Theuns Andries Willem „Worsie“ Kotzé (* 16. Juli 1987 in Karasburg, Südwestafrika) ist ein namibischer ehemaliger Rugbyspieler und Nationalspieler seines Landes. Kotzé kam in der Rugby Union als Utility Player zum Einsatz. Mit 430 Punkten ist er der erfolgreichste Nationalspieler Namibias.

## Karriere

### Vereine
Kotzé begann seine Vereinskarriere in der Jugend bei den Griquas und Leopards in Südafrika. Auch in seinen ersten Profijahren blieb er dort und spielte von 2008 bis 2010 bei den NWU Pukke und 2010 bei den Leopards. Nach einem kurzen Abstecher zu den Welwitschias, spielte Kotzé 2011 bis 2013 erneut in Südafrika, bei UJ, SWD Eagles und Durbanville-Bellville. Von 2013 bis 2015 spielte er in Frankreich für Pays d’Aix RC und US Bressane. 2016 stand er erneut in Südafrika, diesmal bei den Boland Cavaliers, unter Vertrag. Er beendete seine Vereinskarriere 2017.

### Nationalmannschaft
Kotzé spielte zwischen 2011 und 2017 in der namibischen Rugby-Union-Nationalmannschaft. Sein Debüt gab er am 15. Juni 2011 gegen Portugal. Er nahm mit den Welwitschias an den Rugby-Union-Weltmeisterschaften 2011 und 2015  teil. 2014 bis 2017 gewann er die Rugby-Union-Afrikameisterschaft mit Namibia.